# Non sparare, baciami!
Non sparare, baciami! (Calamity Jane) è un film del 1953 diretto da David Butler.

## Trama
A Deadwood, cittadina del South Dakota popolata quasi esclusivamente da uomini, arriva la famosa pistolera Calamity Jane, nota per il suo carattere impetuoso e l’amicizia con il carismatico Wild Bill Hickok. La città, assetata di svago, ha bisogno di artiste per animare il saloon “Golden Garter”, gestito da Henry Miller. L’ultima esibizione ha scatenato una rivolta: l’atteso numero della cantante Frances Fryer si è rivelato una delusione quando il pubblico ha scoperto che si trattava in realtà di un uomo, ingaggiato per errore a causa del nome ambiguo. Per evitare ulteriori tumulti, Jane promette di portare a Deadwood la celebre interprete Adelaid Adams, in quel momento di scena a Chicago. Hickok, scettico, la sfida promettendo che, se riuscirà, si esibirà travestito da donna davanti agli avventori.
Giunta a Chicago, Jane assiste all’addio alle scene di Adelaid, che sta per partire per l’Europa. Nel camerino conosce Katie Brown, la giovane cameriera dell’artista, che sogna di calcare il palcoscenico. Approfittando dell’occasione, Katie si finge Adelaid e accetta di seguire Jane a Deadwood. Durante il viaggio, le due affrontano persino un attacco di indiani. Al suo debutto, però, la voce di Katie insospettisce Jane, che la smaschera in piena esibizione. Nonostante il pubblico indignato, Jane placa la folla sparando in aria e convince tutti a lasciar terminare la performance: Katie conquista così gli spettatori con il suo talento. Hickok, mantenendo la promessa, appare travestito da squaw, suscitando l’ilarità generale. Col tempo, tra Jane e Katie nasce un legame di amicizia ma le tensioni esplodono quando Danny Gilmartin, l’ufficiale di cui Jane è innamorata, bacia Katie durante un ricevimento a Fort Scully. Gelosa, Jane caccia l’amica dalla propria casa e tenta di umiliarla durante un’esibizione ma la situazione si ribalta grazie all’intervento di Hickok, che colpisce un bersaglio a distanza facendo credere al pubblico che sia stata Katie. Mentre gli equilibri sentimentali si complicano, Jane deve affrontare i propri veri sentimenti, divisa tra l’orgoglio e l’affetto verso Hickok, mentre la rivalità con Katie evolve in una sorprendente complicità.